# Canal da Cidadania
Canal da Cidadania é um canal de televisão digital presente em todos os municípios do Brasil. Foi regulamentado em 2012 e já está em operação na TVE Bahia como TV Kirimurê na cidade de Salvador. Prefeituras de mais de 300 municípios aguardam autorização do Ministério das Comunicações para entrar no ar.
Através da multiprogramação  , o Canal da Cidadania transmite 4 subcanais independentes: TV da Prefeitura, TV do Governo do Estado e duas TVs comunitárias. As associações comunitárias só são escolhidas após a TV receber a licença para operar. Cada canal deve possuir, obrigatoriamente, um conselho local e um ouvidor  .